# Pietro Ingrao
Pietro Ingrao (Lenola, 30 marzo 1915 – Roma, 27 settembre 2015) è stato un politico, giornalista e partigiano italiano.
Storico capofila dell'ala di sinistra interna movimentista del Partito Comunista Italiano, chiamata per l'appunto ingraiana, procliva ad abbracciare le tematiche dell'ambientalismo e del femminismo, oltreché simpatizzante dei movimenti studenteschi dell'epoca, fu direttore dell'organo di stampa ufficiale del Partito, l'Unità, dal 1947 al 1957 ed ininterrottamente parlamentare alla Camera dei deputati tra il 1950 e il 1992. Dell'assemblea di Montecitorio fu anche presidente dal 1976 al 1979.

## Biografia
Ingrao nacque nel paesino di Lenola, nell'allora provincia di Terra di Lavoro (confluito, nel 1934, nella neocostituita provincia di Littoria, poi ribattezzata Latina), il 30 marzo 1915 da una famiglia originaria di Grotte (in provincia di Agrigento): il padre, Francesco Renato, era un impiegato comunale vicino ai socialisti riformisti. Era nipote, per parte di padre, del politico liberale Francesco Ingrao. Frequentò il ginnasio a Santa Maria Capua Vetere e il liceo a Formia, dove conobbe gli insegnanti Pilo Albertelli e Gioacchino Gesmundo, che ne influenzarono profondamente la formazione. Sua madre era Celestina Notarianni.
Iniziata la sua attività antifascista nel 1939 (ma fu in precedenza iscritto al Gruppo Universitario Fascista, classificandosi secondo nella categoria Poesia al Littoriale della cultura e dell'arte di Firenze del 1934), aderì al Partito Comunista Italiano nel 1940 e partecipò attivamente alla Resistenza partigiana. Alla fine del 1942, dopo l'arresto dell'amico Mario Alicata, Ingrao si recò a Milano e, dopo un fallito tentativo per passare in Svizzera, andò in Calabria, dove continuò a svolgere attività organizzativa per il PCI, e poi di nuovo nel capoluogo meneghino; il 25 luglio 1943, giorno della caduta del fascismo, tenne a Porta Venezia il suo primo comizio.
Dopo l'armistizio dell'8 settembre 1943 fu impegnato nella redazione milanese de l'Unità clandestina e quindi in quella romana, per poi passare a lavorare nella Federazione comunista della capitale. Il 24 giugno 1944 si sposò con Laura Lombardo Radice (1913-2003), figlia del pedagogista Giuseppe e anch'ella partigiana; la coppia ebbe cinque figli: Chiara, Renata, Bruna, Celeste e Guido. Nel novembre del 1944 si arruolò nel Corpo Italiano di Liberazione entrando nella Divisione Mantova, non impegnata in zone di combattimento.
Al termine della seconda guerra mondiale, divenne il riferimento indiscusso di un'area all'interno del PCI schierata su posizioni marxiste creative, molto attente ai movimenti della società. Rappresentò quindi "l'ala sinistra" del partito (votò tuttavia a favore dell'espulsione dei dissidenti di sinistra, a lui molto vicini, che si raccoglievano intorno al mensile il manifesto). Ebbe spesso profondi scontri politici con Giorgio Amendola, che invece guidava "l'ala destra", detta anche migliorista.

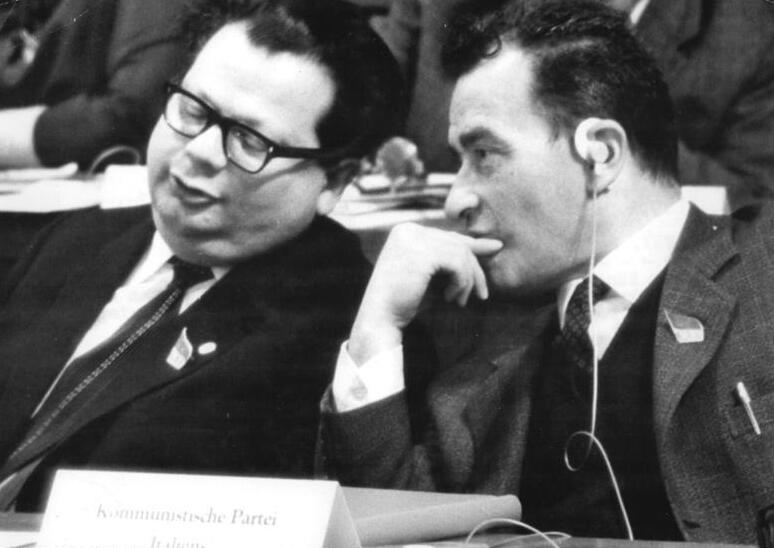
Pietro Ingrao insieme a Hermann Axen a Berlino, alla VII assemblea del SED nel 1967

Ininterrottamente deputato dal 27 settembre 1950, quando subentrò al mandato del collega Domenico Emanuelli, deceduto prematuramente, al 1992, nonché capogruppo tra il 1964 e il 1972, fu direttore del quotidiano l'Unità dall'11 febbraio 1947 al 15 gennaio 1957. In seguito entrò nel comitato centrale del partito, non senza esprimere dialettica verso la segreteria di Luigi Longo.
Nel 1956, durante la sua direzione del giornale del partito, si trovò a firmare due perentori editoriali (Da una parte della barricata a difesa del socialismo, uscito senza firma il 25 ottobre 1956, e Il coraggio di prendere posizione, pubblicato il 27 ottobre a firma "P. I.") con cui esprimeva una durissima condanna della rivoluzione ungherese, una posizione filo-sovietica della quale si sarebbe pubblicamente pentito nel prosieguo della sua vicenda politica.
Lo scontro tra la "sinistra" del Partito, rappresentata da Ingrao, e la "destra" rappresentata da Amendola e da Alicata emerse in maniera esplicita all'XI congresso del PCI, svoltosi a Roma tra il 25 e il 31 gennaio 1966 e già segnato da diverse opinioni nel corso del dibattito precongressuale, durante il quale Ingrao aveva accusato il Partito di non aver saputo indicare un progetto alternativo a quello della programmazione capitalistica e all’intervento dello Stato, e aveva altresì insistito sulla necessità di una discussione ampia. Alla tribuna dell'XI congresso, Ingrao intervenne con una frase divenuta famosa: «Non sarei sincero se dicessi a voi che sono rimasto persuaso» dalle parole del segretario Luigi Longo, rendendo per la prima volta esplicito in un’occasione pubblica il dissenso all’interno del PCI.
Le reazioni furono forti; egli stesso ricordò l'episodio con queste parole: «Appena finii capii subito: la sala in piedi applaudiva. La presidenza e tutto il gruppo dirigente rimase fermo al suo posto, gelido: nessuno mi strinse la mano». Alicata in particolare gli rispose che «questa rivendicazione del dubbio permanente» non aiutava «né la democrazia, né l’unità del partito». Pietro Nenni, nei suoi diari, parlò di «linciaggio» ai danni di Ingrao. Il contrasto andò oltre il dibattito del congresso e si concretizzò nel tentativo – portato avanti da Amendola, Alicata e Gian Carlo Pajetta – di estrometterlo dalle cariche direttive. Longo si oppose: Ingrao rimase nella Direzione e nel ruolo di presidente del gruppo del PCI alla Camera, ma uscì dalla Segreteria e fu inserito in un nuovo organismo, l’Ufficio politico.
Nel 1975 fu nominato presidente del Centro di studi e iniziative per la riforma dello Stato (CRS), fondato dal PCI nel 1972, che di fronte ai successi nelle elezioni amministrative del 1975 e nelle politiche del 1976 diveniva un importante strumento di analisi. All'apertura della VII legislatura, le forze politiche concordarono sulla necessità istituzionale di eleggere un esponente del principale partito di opposizione alla terza carica dello Stato. Ingrao fu quindi il primo comunista a presiedere la Camera dei deputati dal 1976 al 1979, in un periodo di ampie tensioni sociali: la sua Presidenza lasciò il segno sia nei lavori di Montecitorio sia nella richiesta di un miglioramento del livello della legislazione ordinaria.
Dopo le politiche del 1979 rifiutò di mantenere la presidenza della Camera e tornò al CRS, dove rimase presidente fino al 1993. Fra il 1989 e il 1991 fu tra i massimi oppositori della svolta della Bolognina, che portò allo scioglimento del PCI; al XIX e al XX Congresso del partito, nel 1990 e nel 1991, fu infatti tra i firmatari e i principali animatori e ispiratori delle mozioni di minoranza che si opposero alla linea del segretario Achille Occhetto. Ingrao aderì comunque al Partito Democratico della Sinistra, dove coordinò l'area dei Comunisti Democratici; successivamente, dopo il referendum elettorale del 1993, lasciò il partito: così, il 15 maggio 1993, annunciò l'addio al PDS.

Ingrao nel 1976, durante il discorso di insediamento come presidente della Camera dei deputati a Montecitorio

In seguito fu un indipendente vicino al Partito della Rifondazione Comunista dal 1996, organizzazione alla quale aderirà formalmente solo il 3 marzo 2005. Ancora alle elezioni europee del 2009 invitava a votare la Lista Anticapitalista, ma nel marzo 2010 dichiarò di votare per Emma Bonino alla presidenza del Lazio e per Sinistra Ecologia Libertà (SEL). In vista delle elezioni politiche del 2013, confermò il suo voto per SEL, di cui ebbe a dichiarare: «è l'unica forza unitaria della sinistra che può ambire a governare il paese ed essere protagonista di un cambiamento reale». Affermò inoltre di votare per SEL anche perché a favore dei matrimoni gay.
Nel corso della sua vita, Ingrao scrisse anche poesie e diversi saggi politici. La sua opera più importante è, secondo il giudizio della maggior parte dei critici, Appuntamenti di fine secolo, pubblicata nel 1995 grazie alla collaborazione con Rossana Rossanda. Il 20 ottobre 2007 Pietro Ingrao portò il suo saluto alla manifestazione di piazza San Giovanni in Laterano (Roma) organizzata dalla sinistra radicale contro il precariato e per i diritti dei lavoratori. Fu uno dei primi firmatari dell'appello per la manifestazione.
Nel 2011 scrisse Indignarsi non basta, la risposta a Indignatevi! di Stéphane Hessel, un appello a non cadere nel disinteresse per la politica. Ingrao si era sempre dichiarato ateo, sebbene avesse manifestato in molte occasioni profondo interesse per le domande spirituali e per le esperienze religiose altrui più intense e coerenti. Nel 2014 crea un sito internet a lui intestato per offrire una sintesi della sua carriera politica e continuare a comunicare coi simpatizzanti. 
È morto a Roma il 27 settembre 2015 all'età di 100 anni, per cause naturali dovute alla lunga malattia. I funerali si sono svolti il 30 settembre in piazza Montecitorio alla presenza, tra gli altri, del Presidente della Repubblica Sergio Mattarella, del Presidente del Senato Pietro Grasso, del Presidente del consiglio Matteo Renzi e di storici dirigenti del Partito Comunista come Alfredo Reichlin. Fu sepolto presso il cimitero comunale di Lenola, paese in cui è nato.

## Archivio
Il fondo Ingrao è stato donato al Centro di studi e iniziative per la Riforma dello Stato (CRS), da Pietro Ingrao il 7 marzo 2005 con atto notarile. Il 24 marzo 2005 la Soprintendenza archivistica del Lazio ha dichiarato il materiale di interesse storico particolarmente importante.  Si tratta di carte raccolte presso gli uffici del Centro di studi e iniziative per la riforma dello stato. Il nucleo principale riguarda un arco cronologico che va tra la metà degli anni settanta e gli anni novanta: gli anni della presidenza di Ingrao al CRS, seppur con l'intervallo istituzionale del 1976-1979. L'archivio comprende inoltre carte provenienti dalla sua abitazione e dalla sua attività presso la Camera dei deputati, foto, targhe, medaglie onorifiche, riconoscimenti ecc. e un discreto numero di audiovisivi (VHS e CD). Il CRS cura, per la pubblicazione dei documenti d'archivio, la collana Carte Pietro Ingrao edita da EDIESSE.

## Opere
- Masse e potere - Crisi e terza via, intervista di Romano Ledda, Roma, Editori Riuniti, 2015 ISBN 978-88-6473-119-3
- Masse e potere, Roma, Editori Riuniti, 1977.
- Crisi e terza via, intervista di Romano Ledda, Roma, Editori Riuniti, 1978.
- Parlamento, regioni, Mezzogiorno. Atti del Convegno presieduto da Pietro Ingrao, Reggio Calabria, Casa del libro, 1980.
- Discorso sul governo Spadolini e sulla lotta per l'alternativa democratica, Roma, Grafica editrice romana, 1981.
- Tradizione e progetto, Bari, De Donato, 1982.
- I poteri si rifondano: quale risposta?, in L'alternativa: culture politiche del Pci alla prova, Roma, Editori riuniti riviste, 1986.
- Il dubbio dei vincitori. Poesie, Milano, A. Mondadori, 1986.
- Le cose impossibili. Un'autobiografia raccontata e discussa con Nicola Tranfaglia, Roma, Editori Riuniti, 1990. ISBN 88-359-3415-X.
- Interventi sul campo, Napoli, CUEN, 1990. ISBN 88-7146-136-3.
- L'alta febbre del fare, Milano, A. Mondadori, 1994. ISBN 88-04-38149-3.
- Appuntamenti di fine secolo, con Rossana Rossanda, Roma, Manifestolibri, 1995. ISBN 88-7285-089-4.
- Variazioni serali, Milano, Il Saggiatore, 2000. ISBN 88-428-0872-5.
- Parti, Osnago, Pulcinoelefante, 2001.
- La guerra sospesa. I nuovi connubi tra politica e armi, Bari, Dedalo, 2003. ISBN 88-220-5337-0.
- Non ci sto! Appunti per un mondo migliore, con Alex Zanotelli, San Cesario di Lecce, Manni, 2003. ISBN 88-8176-357-5.
- Una lettera di Pietro Ingrao. Con una risposta di Goffredo Bettini, Fiesole, Cadmo, 2005. ISBN 88-7923-326-2.
- Mi sono molto divertito. Scritti sul cinema (1936-2003), Roma, Centro sperimentale di cinematografia, 2006.
- Volevo la luna, Torino, Einaudi, 2006. ISBN 88-06-17990-X.
- La pratica del dubbio. Dialogo con Claudio Carnieri, San Cesario di Lecce, Manni, 2007. ISBN 978-88-8176-977-3.
- Indignarsi non basta, con Maria Luisa Boccia e Alberto Olivetti, Reggio Emilia, Aliberti, 2011. ISBN 978-88-7424-785-1.
- A chiare lettere. Un carteggio con Pietro Ingrao e altri scritti, di Goffredo Bettini, Roma, Ponte sisto, 2011. ISBN 88-95658-04-3.
- La Tipo e la notte. Scritti sul lavoro [1978-1996], Roma, Ediesse, 2013. ISBN 978-88-230-1799-3.
- Crisi e riforma del Parlamento, con un Dialogo epistolare sulle istituzioni con Norberto Bobbio e un saggio di Luigi Ferrajoli, Roma, Ediesse, 2014. ISBN 978-88-230-1888-4.
- Coniugare al presente. L'Ottantanove e la fine del PCI. Scritti [1989 1993], Roma, Ediesse, 2015. ISBN 978-88-230-1946-1.
- Camminare sulla strada maestra. Discorsi e scritti scelti sulla Costituzione (1953-1978), a cura e con un'introduzione di Claudio De Fiores, Roma, Futura, 2023,  ISBN 978-88-230-24205.

## Film su Pietro Ingrao
- Non mi avete convinto - 2012 - regia di Filippo Vendemmiati